# Caudal (hidrografía)
El glosario Internacional de Hidrología define caudal como el «volumen de agua que fluye a través de una sección transversal de un río o canal en una unidad de tiempo (RT)».
Se suele referir principalmente al volumen hidráulico de la escorrentía de una cuenca hidrográfica concentrada en el río principal de la misma, pero igualmente a otras corrientes de agua naturales o artificiales como arroyos, ríos o canales. 

## Medición y cálculo
El cálculo del caudal en este caso se efectúa con la fórmula siguiente:
{\displaystyle Q=V/t}
Donde:
- Q = Simboliza Caudal.

- V = volumen medido en litros (l).
- t = tiempo medido en segundos

Este cálculo se puede expresar de otras maneras realizando las conversiones correspondientes y convenientes para cada caso:
- Según factor tiempo: En l/s, litros por segundo; l/m, litros por minuto; l/h, litros por hora.
- Según factor volumen: En m³/s, metros cúbicos por segundo; m³/h, metros cúbicos por hora. Igualmente en hm³ (hectómetros cúbicos) donde un hm³ equivale a un millón de m³.

Al obtener el valor anual medido en m³ o en hm³ el dato puede emplearse en la planificación de los recursos hidrológicos y su uso a través de embalses y obras de canalización. El caudal de un río a lo largo de una serie de años constituye lo que se denomina régimen fluvial de ese río.

## Factores que modifican el caudal de un río
Los principales son:
- Superficie de la cuenca
- Clima predominante en la cuenca hidrográfica.
- Régimen fluvial
- Vegetación, principalmente, la vegetación natural.
- Tipo de relieve y pendientes
- Constitución del suelo y del subsuelo: tipos de rocas, circulación freática de las aguas, evaporación de las aguas (que depende a su vez de la radiación solar o insolación, de la transpiración de las plantas) y de otros factores relacionados.

### Superficie de la cuenca

Mapa de la cuenca del río Amazonas en América del Sur.

La superficie de la cuenca de un río es un factor muy importante que determina en gran parte el caudal del mismo. Por regla general, entre dos ríos en igualdad de condiciones (zonas de clima y relieve similar, etc.), será más caudaloso el río con la cuenca más extensa. Así, el río Amazonas es, a la vez, el que tiene la cuenca más extensa y el mayor caudal en todo el mundo (cuenca de más de 7 millones de km² y caudal de unos 200.000 m³/seg). 

### Clima predominante
Los climas más húmedos y lluviosos tienen un caudal más constante y abundante. De nuevo, el caso del río Amazonas presenta un caudal muy abundante y sin muchas fluctuaciones ya que este río se encuentra siguiendo la latitud aproximada del ecuador terrestre: aunque la mayor parte de su cuenca se encuentra al sur del ecuador (con sus afluentes Ucayali, Juruá, Purus, Madeira, Tapajoz, Xingú y Tocantins, aunque este último se le une ya en la desembocadura), la importancia de los ríos afluentes por la margen izquierda, es decir, al norte del ecuador, contribuye a equilibrar el caudal del río ya que las crecidas de estos ríos ocurren en época distinta y complementaria que las del hemisferio sur, es decir, los afluentes de la margen derecha. Entre los ríos afluentes por la margen izquierda del Amazonas, podemos citar al Napo, Putumayo, Japurá y, sobre todo, el Negro. En los ríos de cuenca muy extensa, tiene mucha importancia la asimetría existente entre las secciones de la misma en cuanto a las diferencias climáticas
En algunos casos, la cuenca de un río suele presentar climas muy diversos entre sí, sobre todo en el caso de los ríos más extensos. Es el caso de los ríos alóctonos como el Níger y, sobre todo, el Nilo. En Australia también es muy distinto el clima entre la parte derecha y la izquierda de la cuenca del río Murray: la parte derecha es mucho más extensa (en gran parte drenada por su afluente el río Darling) pero tiene un clima mucho más seco, lo cual hace del río Murray un ejemplo antológico del fenómeno conocido en Geomorfología como asimetría fluvial.
En el caso de los ríos de cuenca reducida, no es el clima el factor más importante del caudal, sino la meteorología, que puede dar origen a largos períodos de caudal escaso o nulo o a crecidas violentas y de corta duración que pueden producir inundaciones relámpago.

### Vegetación natural
La disponibilidad y limitaciones de los factores suelo y agua determinan el desarrollo de especies vegetales naturales que, en consecuencia, se convierten también en recursos o determinantes de la estructura productiva de una región.

### Relieve de la cuenca
El relieve de una cuenca consta de los valles principales y secundarios, con las formas de relieve mayores y menores y la red fluvial que conforma una cuenca. Está formado por las montañas y sus flancos; por las quebradas o torrentes, valles, llanuras y mesetas.

## Utilización económica del caudal de un río
- Suministro de agua para usos urbanos.
- Irrigación a través de canales de irrigación o canales, presas derivadoras, represas, etc.
- Producción de electricidad mediante represas que alimenten centrales hidroeléctricas.
- Navegación fluvial (navegación de recreo y, especialmente, de transporte de materias primas).
- Pesca fluvial.
- Parques y lugares de recreación